# Pitt Pistol
Pitt Pistol (frz. Jehan Pistolet) ist eine frankobelgische Funny-Comicserie um einen jungen Freibeuter. Es ist die erste veröffentlichte Comicserie des Duos Albert Uderzo und René Goscinny.

## Inhalt
18. Jahrhundert: Pitt Pistol, ein junger Kellner der Nanteser Hafenspelunke Zum einbeinigen Piraten, träumt vom großen Abenteuer. Er trommelt sich eine hoffnungslos unerfahrene Mannschaft zusammen und macht ein Schiffswrack wieder flott und benennt es Seestern. Da ihm die Gefangennahme eines Piraten gelingt, wird er zum Korsaren des Königs ernannt. Seine Reisen führen ihn auf eine einsame Insel, nach Afrika und Amerika, wo er stets halsbrecherischen Konflikten gegenübersteht.

## Veröffentlichung
Die Serie wurde von 1952 bis 1956 in La Libre Junior, der Jugendbeilage der Zeitung La Libre Belgique in schwarzweiß veröffentlicht. Die ersten beiden Geschichten wurden danach in Pistolin und Pilote nachgedruckt. 1960–1961 erschienen die beiden Geschichten in Fix und Foxi auf Deutsch.
Ab 1989 erfolgte eine Albenausgabe in Frankreich, ab 1990 auf Deutsch. 2008 und 2015 erschienen bei Ehapa Comic Collection Gesamtausgaben mit allen Geschichten auf Deutsch.

## Geschichten
- 1952–1953: Der unglaubliche Korsar
- 1953–1954: Korsar des Königs
- 1954–1955: Pitt Pistol und der Spion
- 1955: Pitt Pistol in Amerika
- 1955–1956: Der verrückte Erfinder